# Rémi Gaulin
Pour les articles homonymes, voir Gaulin.
Rémi Gaulin, né le 30 juin 1787 à Québec et mort le 8 mai 1857 à Sainte-Philomène (Mercier, Québec), est un prélat catholique canadien.
Proche de Joseph-Octave Plessis, il est ordonné prêtre le 13 octobre 1811 puis exerce diverses fonctions pastorales, missionnaires et professorales avant d'être nommé évêque in partibus de Thabraca (de) et coadjuteur de Kingston en 1833. Travaillant pour l'évangélisation de la région, il résout également de nombreux problème liés à la jeunesse et à l'immensité du diocèse puis se voit officieusement confier son entière administration à la fin de l'année 1835. Il succède enfin à Alexander MacDonell à la mort de ce dernier en 1840. Parmi ses actions les plus notables, il soutient la fondation des sœurs de la Congrégation de Notre-Dame, crée le archidiocèse de Toronto, fait rénover la cathédrale de Kingston et fonde le Regiopolis College. 
Cependant, dès 1841, sa santé physique et mentale se détériore jusqu'à le faire sombrer dans la folie. C'est ainsi qu'à la demande des évêques canadiens, le pape Grégoire XVI lui nomme un coadjuteur, tout en lui permettant de conserver son siège à titre honoraire. Patrick Phelan est chargé de diriger le diocèse mais l'inimitié que lui porte Gaulin pousse celui-ci à refuser de lui céder son pouvoir. Enfin, en décembre 1851, le pape Pie IX en personne lui demande de ne plus se mêler des affaires du diocèse. Il se retire ainsi à Sainte-Philomène où il meurt six ans plus tard.

## Biographie

### Formation
Né le 30 juin 1787 à Québec, Rémi est le fils d'un tonnelier nommé François Gaulin et de son épouse Françoise, née Amiot.
Il fait d'abord des études classiques et théologiques au séminaire de Québec puis des étudie la théologie au séminaire de Nicolet de 1807 à 1810. En tant que secrétaire de Joseph-Octave Plessis, il accompagne notamment ce dernier au cours d'une visite pastorale aux îles de la Madeleine et au Nouveau-Brunswick en juin et juillet 1811. Il est ordonné prêtre à Québec le 13 octobre suivant par Plessis. 

### Ministères pastoraux
D'abord nommé vicaire de l'abbé Alexander MacDonell dans le comté de Glengarry, le père Gaulin est envoyé à Kingston pendant les premiers mois de 1812. Il y prépare la construction d'une église puis sert comme aumônier militaire durant la guerre de 1812. En juin, il est chargé des paroisses Saint-Raphaël-Ouest et Saint-André jusqu'en mai 1815, date à laquelle il retourne à Québec afin d'accompagner  Plessis dans sa visite pastorale aux missions du golfe du Saint-Laurent.
Arrivé le 3 juillet à Arichat, ce dernier le nomme premier prêtre résidant de la paroisse Saint-Ninian, à Antigonish (Nouvelle-Écosse) — où son arrière-grand-oncle, le père Antoine Gaulin, a lui-même servi un siècle plus tôt — et le nomme à Margaree et Chéticamp, sur l'île du Cap-Breton. Il s'installe à Chéticamp et, dès octobre 1816, il est responsable des Acadiens et des Écossais de la région du lac Bras d'Or, puis, en juillet 1819, il est nommé responsable de la mission d'Arichat qui compte plus de 2 700 âmes.
En février 1816, il est endetté et tombe malade pour plusieurs mois. Il demande alors à retourner à Québec mais cette demande n'est acceptée qu'en septembre 1822, à la suite de l’arrivée de son successeur, le père Hyacinthe Hudon.
Gaulin est alors affecté à diverses paroisses proches de Montréal. En novembre 1822, il est nommé curé de Saint-Luc, puis, le mois suivant, il est chargé de l'église Saint-Athanase d'Iberville. En janvier 1825, il est envoyé à L'Assomption où s'occupe de quatre missions, puis, en octobre 1828 il est nommé à Dorchester. Deux ans plus tard, il se voit chargé de la nouvelle paroisse Saint-Valentin. Il dessert ensuite l'église Sainte-Scholastique de Mirabel à partir d'octobre 1831. L'année suivante, il s'établit à Sault-au-Récollet où il devient notamment professeur de théologie. 

### Épiscopat

#### Coadjutorat
Alexander MacDonell, titulaire de l'immense diocèse de Kingston, demande longtemps en vain de se voir nommer un coadjuteur. En 1832, il invoque son vieil âge et ses infirmités afin de renouveler sa demande. Il souhaite alors la nomination d'un Canadien français plutôt que d'un Écossais ou d'un Irlandais afin de réduire les conflits au sein du diocèse. Le père Gaulin se voit alors recommandé par Jean-Jacques Lartigue en raison de sa bonne santé et de sa bonne maîtrise de l’anglais. On peut également noter sa connaissance de la langue gaélique. 
Le 10 mai 1833, il est ainsi nommé évêque in partibus de Thabraca (de) en Numidie et coadjuteur de MacDonell avec droit de succession, par le pape Grégoire XVI. Le 20 octobre suivant, il est consacré en la cathédrale Saint-Jacques de Montréal par Lartigue assisté de Louis-Marie Cadieux et Jacques-Guillaume Roque.
Pendant les premières années de son coadjutorat, Gaulin résout de nombreux problèmes liés à la jeunesse et à la grandeur de ce diocèse en voie de peuplement. Il participe régulièrement à de longues tournées pastorales et, après l'une d'entre elles en 1835, il envoie notamment l'abbé Jean-Baptiste Proulx évangéliser la région de Penetanguishene. À la fin de 1835, il se voit confier l'entière administration de son diocèse qui compte alors environ 32 missions, 22 prêtres et 60 000 catholiques. Il doit ainsi faire face au trop petit nombre de bons prêtres, au laxisme face à la doctrine ecclésiale et à la désobéissance de certains religieux, en particulier William John O'Grady.

#### Un épiscopat marqué par la folie

##### Prise de pouvoir et premiers symptômes
Gaulin devint évêque en titre à la mort de MacDonell le 14 janvier 1840. En 1841, il soutient Sœur Sainte-Gertrude dans la fondation des sœurs de la Congrégation de Notre-Dame, puis il crée le diocèse de Toronto la même année. L'année suivante, il ordonne notamment la rénovation de la cathédrale de Kingston et fonde le Regiopolis College. 
Cependant, dès 1841, sa santé physique et mentale se détériore et, malgré l'aide de Ignace Bourget, la situation devient difficile. Le vicaire général de Kingston, William Peter MacDonald, demande à Rome un nouvel évêque. En août 1842, il est dit que Gaulin ne peut plus s'occuper d'aucune affaire. Dans des lettres écrites au cours de l’été 1843, un autre prêtre décrit le comportement du prélat : « il faut continuellement avoir l'œil au guet car il sort de sa chambre sans vêtement, appelle des gens dont on a jamais entendu parler, refuse de manger, ferme ses portes [...] Juger s'il est pénible et disgracieux d’avoir une personne de son rang au milieu de la ville. [...] Et puis s'il devient furieux, on doit même de temps à autre utiliser une camisole de force. » Gaulin souhaite diviser à nouveau son diocèse mais refuse d'avoir un assistant. C'est alors l'épiscopat canadien qui pousse à la nomination d’un coadjuteur.

##### Une incapacité à gouverner
En attendant l'officialisation de la nomination du père Phelan en tant que coadjuteur, Power prend en charge le diocèse de Kingston. En juin 1843, il profite d'un moment de lucidité de Gaulin, pour lui faire signer une lettre dans laquelle il lui transmet ses pouvoirs. 
Gaulin est alors « entièrement aliéné, se croyant en Orient et voulant que sa pauvre ménagère lui expliquât la manière et la voie par lesquelles elle se transportait de Kingston à la terre sainte pour lui apporter les bouillons ». Quelques semaines plus tard, Bourget persuade Gaulin de retourner à Montréal, où il le nomme vicaire général afin de favoriser la transition. En juillet, le père Phelan reçoit ses bulles, puis est consacré en août suivant. Gaulin, qui conserve officiellement son titre d'évêque de Kingston, rend de précieux services à Bourget dans le diocèse de Montréal : il s'occupe du collège, fonde un couvent à L'Assomption et continue de conférer les ordres majeurs et mineurs aux aspirants, dont François-Maximilien Bibaud, Joseph-Julien Perrault, John Farrell et Albert Lacombe. Il est également nommé président de la corporation du collège de L’Assomption en octobre 1844 et, pour la seconde fois de sa vie, curé de L’Assomption en septembre 1845. Cependant, il ne cède que graduellement l'administration de son diocèse à Phelan. 

##### Le refus de céder son siège
Gaulin se préoccupe toujours de l'administration de son diocèse. En effet, dès 1849, il retourne à Kingston et, contre l'avis de son clergé, il nomme son propre conseil épiscopal et entame divers projets. Les évêques canadiens lui enjoignent de renoncer à administrer le diocèse, lui rappellent que son coadjuteur est doté de tous les pouvoirs épiscopaux et qu'il n'a pu conserver son titre d'évêque que de manière honoraire. 
En avril 1850, il accepte de se soumettre à ses homologues mais revient sur sa décision en juin et, malgré l'intervention de Rome, il convoque et préside une réunion de son propre conseil épiscopal qui déclare qu'il est apte à administrer le diocèse. En décembre, après que les évêques de la province ecclésiastique de Québec ont condamné sa décision, il annonce : « tant que je ne serai pas canoniquement destitué de mon siège, j'agirai comme Évêque de Kingston ». 
En avril 1851, le cardinal Giacomo Filippo Fransoni, préfet de la Congrégation de Propaganda Fide, lui rappelle que seul Phelan gouverne le diocèse de Kingston. Mais, convaincu que la majorité du clergé le préfère à ce dernier, il refuse de céder. Lors du premier conseil provincial de Québec, les évêques présents poussent Gaulin à se soumettre à la volonté de Rome. Il se soumet alors le 26 août 1851 mais il récidive et, en décembre 1851, le pape Pie IX en personne lui demande de ne plus se mêler des affaires du diocèse. 
Désavoué et de plus en plus atteint par la maladie, il se retire à Sainte-Philomène et, même s'il continue à agir pour fragiliser Phelan, le calme se rétablit peu à peu dans les mois qui suivent. Il meurt finalement le 8 mai 1857, puis est inhumé le 13, en la cathédrale Sainte-Marie de Kingston.